# Бенго
Бенго (порт. Bengo) — провинция в Анголе. Административный центр — город Кашито. Площадь — 31 371 км².

## География
На севере граничит с провинцией Заире, на северо-востоке — с провинцией Уиже, на востоке — с Северной Кванзой, на юге и юго-востоке — с Южной Кванзой, на западе с провинцией Луанда, на западе имеет выход к Атлантическому океану. В Бенго находится национальный парк Кисама и лес Кибинда.

## Население
По статистике 1988 года, общая численность населения провинции составила 156 100 человек, из них 137 400 проживало в сельской местности, 18 700 — в городах. В 2005 году население провинции составляет 250 000 человек. По данным переписи 2014 года население составляет 351 579 человек.

## Административное деление
Провинция делится на 6 муниципалитетов:
- Амбриш
- Бенго
- Данде
- Иколо
- Мушима
- Намбвангонго